# Industry plant
Industry plant (tdl. ‘planta de la industria’, ‘plantado de la industria’ o ‘infiltrado de la industria’) es un término peyorativo que se utiliza para describir a los músicos que se vuelven populares a través del nepotismo, la herencia, la riqueza o sus conexiones en la industria musical en lugar de por sus propios méritos. Los artistas descritos como industry plants a menudo se presentan como independientes y hechos a sí mismos, pero son sospechados de que su imagen pública es fabricada para ellos por sellos discográficos y fueron «plantados» en la escena musical, de ahí su nombre.
El término se originó a principios de la década de 2010 en foros de mensajes centrados en el hip hop para describir a varios raperos antes de usarse contra músicos de indie rock y pop, como Clairo y Billie Eilish a fines de la década de 2010. Los críticos lo han calificado de teoría conspirativa y los medios de comunicación lo han criticado por ser utilizado desproporcionadamente contra artistas femeninas y por poner en el punto de mira a músicos individuales en lugar de a la industria musical en su conjunto.

## Uso
El término «industry plant» se refiere comúnmente a músicos que alcanzan el éxito rápidamente, independientemente de sus habilidades o méritos, y se describen a sí mismos como autodidactas e independientes a pesar de contar con un fuerte apoyo de un sello discográfico o tener otros recursos y conexiones con la industria musical que ocultan intencionalmente, mientras que también están más centrados en los negocios que en la expresión artística. Generalmente los fanáticos de la música, en gran medida de la Generación Z, lo utilizan de manera peyorativa contra los artistas que consideran inmerecedores de su fama o éxito.
A veces se alega que los artistas llamados industry plants tuvieron sus personajes fabricados por ejecutivos de marketing antes de ser comercializados al público. Se ha comparado con la idea de «ser un vendido».

## Historia

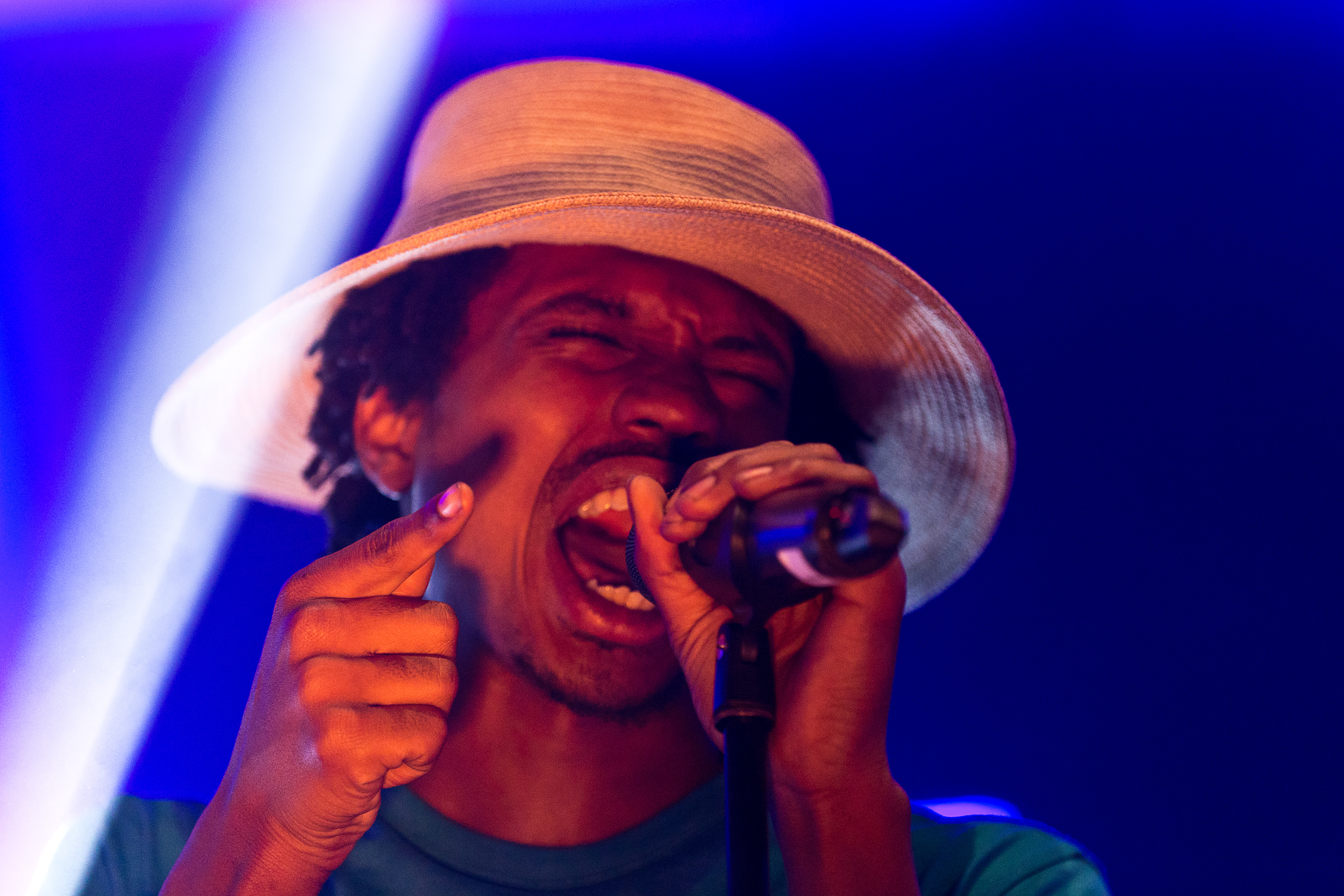
El rapero estadounidense Raury (en la foto) fue ampliamente acusado de ser una industry plant en línea en 2015. En respuesta, usó una camiseta que decía «industry plant» en la portada de la edición de primer año de XXL en 2015.

Se cree que el término «industry plant» se originó en los foros de mensajes de hip hop a principios de la década de 2010, ganando popularidad después de ser utilizado en un hilo en el foro de discusión KanyeToThe en 2012, en el que raperos como Lil Wayne, 50 Cent y Waka Flocka Flame fueron alegados por los usuarios como industry plants. La cantante estadounidense Lana Del Rey ha sido descrita retrospectivamente como un ejemplo temprano de acusaciones de ser una industry plant. Tras el lanzamiento de su álbum de estudio debut Born to Die (2012), sus padres ricos y su carrera musical previa como Lizzy Grant llevaron a cuestionamientos sobre su autenticidad como artista.
Después de que el rapero estadounidense Raury lanzó su mixtape, Indigo Child, en 2014, rápidamente firmó con Columbia Records y recibió cobertura de Billboard por el video musical de su canción «God's Whisper», por lo que con frecuencia lo llamaron un industry plant en línea en 2015. Apareció en la portada de XXL para su lista anual de artistas emergentes de primer año en 2015, donde vistió una camiseta que decía «industry plant» apropiándose de la expresión en respuesta a las acusaciones. Christina Lee de Vice escribió en 2015 que «los recientes comentarios sobre que Raury es un industry plant» eran «tontos» pero «tienen cierto sentido», mientras que Chris Thomas de Out llamó a Raury «un blanco popular de los teóricos de la conspiración sobre [el concepto de] industry plant» en 2017. Chance the Rapper enfrentó acusaciones similares de ser un industry plant en foros de música en 2015 debido a su éxito repentino después de lanzar de forma independiente varios mixtapes.
El término «industry plant» luego se hizo popular entre los fanáticos del indie rock. Los críticos han atribuido el aumento de los rumores sobre industry plants a finales de la década de 2010 al auge del streaming de música. Clairo, quien rápidamente saltó a la fama después de que su canción «Pretty Girl» se volviera viral en línea en 2017, fue descrita por Leor Galil del Chicago Reader como «un imán para los insultos de ‘industry plant’» desde 2017, cuando hilos de Reddit sobre su padre trabajando como director de marketing de Converse y cofundando el estudio de grabación de la empresa, Rubber Tracks, antes de que ella se volviera popular llevaron a acusaciones de que ella era una industry plant. Otros usuarios afirmaron que su imagen «casera» también fue creada por su padre y sus asociados, y el uso del término para describirla llevó a que se generalizara su uso.
Después de ganar fama con su canción «Bury a Friend» en 2018, la cantante estadounidense Billie Eilish fue frecuentemente llamada una industry plant en línea en YouTube y Reddit, donde los usuarios de manera similar crearon hilos sobre su personalidad siendo supuestamente fabricada. El rapero puertorriqueño Iann Dior tituló su álbum de estudio debut, Industry Plant (2020), en honor a que lo llamaran «industry plant» debido a su rápido ascenso a la fama. También en 2020, la cantautora estadounidense Phoebe Bridgers respondió a las acusaciones de que era una industry plant, incluido un crítico musical que tuiteó que estaba «en el equipo 'Phoebe Bridgers es una industry plant'», afirmando que The Strokes y «todo chico blanco que es mediocre» también eran industry plants y lo llamó «un doble estándar tan loco».
La banda estadounidense de pop punk Tramp Stamps fue ampliamente criticada por los usuarios de las redes sociales como industry plants en abril de 2021, particularmente en TikTok, debido a sus carreras en solitario anteriores como cantantes pop y cómo su imagen había cambiado y se había vuelto «calculada» y «pulida» al comenzar la banda.  Los usuarios de Reddit también descubrieron que la guitarrista de la banda, Caroline Baker, había firmado con la editorial Prescription Songs del productor discográfico Dr. Luke, lo que reafirmó las acusaciones. En respuesta, Rebecca Jennings de Vox escribió que «ser una ‘industry plant’ es lo peor de lo que te pueden acusar en TikTok».
En junio de 2021, la cantante estadounidense H.E.R. respondió a las afirmaciones de que era una industry plant en Instagram. Tras el éxito internacional del sencillo debut de la cantante estadounidense Olivia Rodrigo, «Drivers License», en 2021, los periodistas y críticos musicales debatieron si era o no una industry plant. El podcaster DJ Akademiks ha discutido frecuentemente el concepto de industry plant, incluyendo cuando llamó a la rapera estadounidense Megan Thee Stallion una en junio de 2021 y alegó que su éxito en la industria musical se debió a que el rapero Tory Lanez le disparó el año anterior.
El dúo británico de indie rock Wet Leg se convirtió en blanco frecuente de acusaciones de ser industry plants tras su ascenso a la fama en 2021, lo que describieron como «pura misoginia». La canción «abcdefu» de la cantante estadounidense Gayle se volvió exitosa internacionalmente a principios de 2022 después de encontrar inicialmente el éxito en TikTok, donde estrenó la canción en respuesta a un comentarista que le pidió que «escribiera una canción de ruptura usando el alfabeto». Los comentaristas en la plataforma afirmaron que ella era una planta de la industria al descubrir que el comentario que inspiró la canción fue dejado por un gerente de marketing de Atlantic Records.
Tras el éxito de su sencillo debut, «Nothing Matters», en abril de 2023, la banda británica de indie rock The Last Dinner Party fue ampliamente acusada por los usuarios de las redes sociales, incluso en Twitter, de ser industry plants debido a que habían firmado con Island Records y habían abierto para The Rolling Stones, entre otras cosas. El grupo respondió a las acusaciones en Twitter, calificándolas de «simplemente una mentira desagradable». En junio de 2023, la banda de indie rock Picture Parlour lanzó su sencillo debut «Norwegian Wood» y apareció en la portada de NME, lo que llevó a los usuarios de Twitter a acusarlos ampliamente de ser industry plants. La cantante de la banda, Katherine Parlour, dijo en respuesta a las acusaciones que «parecían periodismo perezoso» y que había «una historia predominante de bandas lideradas por hombres ... que han logrado gran popularidad con bastante rapidez» y no «que han sido cuestionados».
Después de que su canción «Rich Men North of Richmond» se volviera viral y popular entre los conservadores estadounidenses en agosto de 2023, el cantante estadounidense Oliver Anthony fue sospechado de ser un industry plant por parte de los progresistas estadounidenses. También en agosto de 2023, fanáticos afirmaron que la banda de hardcore punk Scowl eran industry plants, lo que llevó a su líder Kat Moss a publicar una declaración en Twitter negando y denunciando las afirmaciones. La rapera estadounidense Ice Spice fue acusada de ser una industry plant después de que saltó al estrellato tras el lanzamiento de su canción «Munch (Feelin' U)», que se volvió viral en TikTok, en 2022. En respuesta a las acusaciones, ella declaró que «dejaría que la gente crea lo que quiera creer» en una entrevista con Variety en septiembre de 2023. En TikTok, los usuarios especularon que 4Batz, un rapero estadounidense que encontró el éxito a través de sus primeras tres canciones lanzadas de forma independiente a lo largo de 2023, incluida «Act II: Date @ 8», cuyo remezcla incluyó a Drake, era un industry plant debido a la rapidez de su ascenso a la fama y su estilo musical «Spotify-core». Calificó las acusaciones como «bastante interesantes» y se comparó con «el bogeyman» debido a ellas.
En 2024, Kyndall Cunningham, de Vox, atribuyó el aumento de las acusaciones en línea contra artistas como industry plants al aumento del «escepticismo compulsivo» de los usuarios de las redes sociales y a su «cuestionamiento de la legitimidad de todo» tras la pandemia de COVID-19. En junio de 2024, una publicación en redes sociales que calificaba al cantante estadounidense Chappell Roan de «industry plant» se volvió viral. Ella rechazó las afirmaciones de que era una industry plant debido a su éxito y el rápido aumento del interés en su álbum de estudio debut de 2023, The Rise and Fall of a Midwest Princess, en 2024, afirmando que había estado trabajando dentro de la industria de la música durante diez años antes; la idea de que ella fuera una industry plant también fue objeto de burlas en línea por parte de fanáticos y críticos.
El término también se ha usado en línea y por los críticos para describir a artistas como Greta Van Fleet, Dominic Fike, Jean Dawson, CJ, Bebe Rexha, Boy Pablo, RMR, Bella Poarch, The Kid Laroi, Skip Marley, Your Old Droog, 4Batz, y Lizzo.

## Críticas
Las afirmaciones de que ciertos artistas son industry plants han sido descritas como teorías conspirativas por los críticos. En 2023, Trace William Cowen de Complex calificó las acusaciones de la industria como «una de las cuasi-teorías más tontas que a algunos oyentes les gusta lanzar cada vez que un nuevo artista se destaca». Hazel Cills declaró a NPR que las industry plants «en realidad no existen» y que el término «sigue siendo utilizado por el público más joven» debido a los cambios en la industria musical y «una especie de escepticismo cuando un joven ve a un artista y no está ya inundado con su obra».
El término «industry plant» también ha sido criticado por carecer de sentido o ser vago. Josh Terry, de Vice, escribió que el término «no tenía una definición adecuada» y que «no había consenso alguno sobre qué es realmente una 'industry plant'». Para Clash, Robin Murray escribió que el término era «desesperanzadamente vago y más una crítica a ... una sensación general, indefinible, de inautenticidad, que cualquier intersección real con la música». Para Jezabel, Cills escribió que «el término a menudo significa casi lo que el crítico en cuestión quiere que signifique».
Los críticos han descrito que el uso peyorativo de este término se ha dado con mayor frecuencia contra mujeres jóvenes que contra otros artistas. Josh Terry, de Vice, escribió que estaba «dirigido desproporcionadamente a artistas no blancos y no masculinos». Kyann-Sian Williams de NME también afirmó que «a menudo se le asignaba a historias de éxito no blancas ni masculinas», mientras que Elle Palmer de Far Out escribió que «parece ser lanzado desproporcionadamente a mujeres jóvenes exitosas que comienzan en la industria, y a menudo con muy poca investigación para respaldar la etiqueta dañina» y era «una manera fácil de descartar el talento de mujeres jóvenes». Andy Von Pip de Under the Radar también escribió que el término era «un intento grosero y a menudo profundamente misógino de socavar [la] credibilidad y creatividad» de las artistas femeninas.
Nick Ruskell, de The Daily Telegraph, escribió que la industria musical era «mucho más culpable» de que artistas con menos contactos no tuvieran éxito «que los artistas individuales que intentaban seguir el juego». Cills escribió que el término «enfatizaba una narrativa que sugería que los artistas populares o eran auténticos o eran totalmente falsos, que trabajaban sin ayuda externa ni eran marionetas de etiquetas, cuando en realidad las líneas son deprimentemente más borrosas». Para Vox, Rebecca Jennings escribió que las críticas a Tramp Stamps en 2021 como industry plants se convirtieron en «una completa apilamiento sobre tres mujeres individuales en lugar de una capitalización corporativa de la política progresista». Terry escribió que ello «culpaba a los artistas por las maquinaciones de un sistema que escapaba a su control».